# 山田正彦 (政治家)
山田 正彦（やまだ まさひこ、1942年〈昭和17年〉4月8日 - ）は、日本の弁護士、政治家。
衆議院議員（5期）、農林水産大臣（第50代）、農林水産副大臣（鳩山由紀夫内閣）、衆議院農林水産委員長、衆議院政治倫理の確立及び公職選挙法改正に関する特別委員長などを歴任。
娘の山田朋子は立憲民主党所属の長崎県議会議員、党長崎県連代表、次男の山田勝彦は立憲民主党所属の衆議院議員。

## 来歴

### 生い立ち
長崎県福江市（現：五島市）出身。長崎県立五島高等学校、早稲田大学第一法学部卒業。1969年、司法試験に合格した。
早大卒業後は故郷の五島に戻り、10ヘクタールの土地を購入し開墾。1972年に牧場を設立し、代表取締役に就任。中華人民共和国の青島から仔牛を輸入し、日本の食肉基地たる大牧場をつくるべく奮闘するが、第一次オイルショックにより牧場経営が打撃を受けたため、長崎市に「山田綜合法律事務所」を開設。弁護士業を営む一方、多角経営で牧場の再建にも取り組んだ。同時期、有機農業にも関心を示していた（数年後に牧場は完全譲渡）。
1979年の第35回衆議院議員総選挙を皮切りに第38・39回に旧長崎2区から立候補（第35回のみ自由民主党公認）するが、いずれも落選。

### 衆議院
1993年、第40回衆議院議員総選挙に新生党公認で旧長崎2区から出馬し、新党ブームの追い風に乗って初当選。   
1994年の新生党解党により、新進党結党に参加する。
小選挙区比例代表並立制導入後初めて実施された1996年の第41回衆議院議員総選挙では長崎3区から出馬したが、自民党の虎島和夫に敗れ、落選した。
1997年末の新進党解党により、小沢一郎が率いる自由党結党に参加。
2000年、第42回衆議院議員総選挙に自由党公認で長崎3区から出馬し、再度自民党の虎島に敗れたが、重複立候補していた比例九州ブロックで復活し、4年ぶりに国政に復帰。
2003年の民由合併により、民主党に入党。同年の第43回衆議院議員総選挙では、長崎3区で虎島後継の谷川弥一に敗れるが、比例復活により3選。民主党の次の内閣農林水産副大臣を務め、BSE問題に関連してアメリカ合衆国からの早期牛肉輸入再開に反対した。
2005年の第44回衆議院議員総選挙でも再度谷川に敗れ、比例復活で4選。総選挙の大敗により引責辞任した岡田克也に代わり、民主党代表に就任した前原誠司の下、次の内閣農林水産大臣に就任。
2007年9月には次の内閣厚生労働大臣に就任（～2009年1月）。大臣就任後は障害者自立支援法廃止法案や後期高齢者医療制度廃止法案の提出に尽力する。
2008年6月、民主党の農業政策を批判した前原誠司副代表に対し、「前原誠司副代表の妄言を糾弾し、その『退場』を勧告する」と題したメールを筒井信隆・篠原孝・山田の連名で民主党所属議員に配信する。

### 鳩山政権

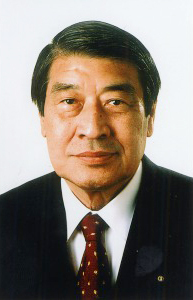
農林水産副大臣就任に伴い内閣広報室より公表された肖像（2009年撮影）

2009年8月の第45回衆議院議員総選挙では、長崎3区で初めて自民党の谷川を破り、小選挙区で5選（谷川も比例復活）。同年9月に発足した鳩山由紀夫内閣で農林水産副大臣に就任する。
2010年の宮崎県における口蹄疫蔓延が発生すると現地本部長に就任した。

### 菅政権
2010年6月に鳩山由紀夫首相が辞任し次期首相となった菅直人の組閣にあたっては、赤松広隆農水相が口蹄疫感染拡大の責任をとるとして再任を辞退。6月8日、副大臣の山田が昇格して農水相に就任した。
菅と小沢一郎が立候補した9月の民主党代表選では小沢を支持。菅改造内閣での続投を希望していたが再任されず、3ヶ月余で退任した（後任は鹿野道彦）。農水相退任後、衆議院農林水産委員長に就任。2011年民主党代表選挙ではTPP加盟に慎重な鹿野を支持していたが、TPP加盟に慎重な姿勢に転換した海江田万里の支持に転じた。

### 野田政権
9月、野田内閣発足に伴い、衆議院政治倫理の確立及び公職選挙法改正に関する特別委員会委員長に就任。11月、小沢グループの一つ一新会の顧問に就任。12月、「新しい政策研究会」の顧問に就任。
2012年の消費増税をめぐる政局では、6月26日の衆議院本会議で行われた消費増税法案の採決で、党の賛成方針に反して反対票を投じた。民主党は7月3日の常任幹事会で党員資格停止2カ月の処分とする方針を決定し、7月9日の常任幹事会で正式決定した。
このとき、同じく反対票を投じた小沢らが結党した国民の生活が第一には参加せず、民主党に残留した。

### 民主党除籍後
11月16日の衆議院解散後、離党の意向を示し、11月19日には民主党に離党届を提出し（11月21日付で除籍処分）、山田と同じくTPPに反対している無所属の亀井静香前国民新党代表ともに「反TPP・脱原発・消費増税凍結を実現する党（反TPP）」を結党し、党代表に就任した。11月22日、同党と減税日本が合流し減税日本・反TPP・脱原発を実現する党の結成を導いた。なお、新党では河村たかしとともに共同代表に就任した。しかし、11月27日に嘉田由紀子滋賀県知事が「卒原発」を旗印に結成した「日本未来の党」へ参加を表明、翌28日の総務省へ政党届出に際し、所属議員として名を連ねた。12月1日、党副代表に就任。
同年12月3日には『米韓FTAを見ると明らかにアメリカ有利の不平等条約だ。これでは韓国人が怒るのも無理ない。日本政府は米韓FTAをもう一度よく勉強し、協定内容をしっかり検討すべきだ。』と主張した。一方、米韓FTAは韓国経済外交の金字塔として韓国側に莫大な貿易黒字を生み、2017年にドナルド・トランプ大統領に破棄を通告されて10月に改定合意をさせられたように韓国にメリットが多いとの見方もある。
12月4日公示の第46回衆議院議員総選挙に日本未来の党から出馬。12月16日に投開票され、長崎3区で谷川に敗れ、比例での復活もできず議席を失った。敗北理由について「立ち上がりが遅く公示直前になった」「党の政策が浸透できなかった」と述べた。落選後は嘉田由紀子らと行動を共にし、日本未来の党 (政治団体)の設立総会などに参加。2013年4月、第23回参議院議員通常選挙にみどりの風公認で比例区から立候補することが決まる。同年7月、参院選の比例区でみどりの風は1議席も獲得出来ず落選した
落選後は弁護士業に復帰し、TPP交渉差し止めなどで活動している。2020年東京都知事選挙では、れいわ新選組の山本太郎の応援演説を行った。

## 政策・主張

### 農林水産
環太平洋戦略的経済連携協定
2011年6月10日のTHE JOURNALのインタビューで、東日本大震災後に経済界などがTPPに加盟して「強い農業」作りをするようアピールしていることに対して、規模拡大さえすれば合理化につながり競争力が増すとは到底思えないとしている。例としてアメリカの農作物を挙げ、補助金によって低価格を実現している一方で農家が設備投資のために膨大な負債を抱えていることや、トウモロコシのほとんどが遺伝子操作されているとして、これらを強い農業と呼ぶことに疑問を呈している。また、現在は果汁の90%を輸入しているリンゴジュースを例に挙げて、トレーサビリティを徹底すれば消費者が産地を見分けるようになり、国産物の消費が増えるだろうと述べている。
環太平洋戦略的経済連携協定の締結には、慎重な姿勢をとっている。民主党、社会民主党、国民新党、新党日本など超党派の国会議員約180名を集めた議員連盟「TPPを慎重に考える会」を結成し、その会長に就任した。さらに、2011年2月、東京大学名誉教授宇澤弘文を代表世話人に迎えて「TPPを考える国民会議」を発足させ、自身はその世話人に就任した。

### 経済産業
島嶼部振興
長崎県の五島列島ほか、離島が自身の選挙区に含まれるため、島嶼部への手厚い保護策を主張している。離島へはガソリンの輸送コストが高いため、島嶼部ではガソリン税を減免するよう求めている。
2001年には「日本で唯一の島マガジン」・島へ。を海風舎から創刊。なお海風舎の社長は山田の実母が務めている。
パチンコ
パチンコの換金合法化、パチスロ4号機撤去法規制反対、パチンコ業界は経済産業省に移管するべきと2007年の内閣委員会の国会質疑で主張している。
2007年6月15日の衆議院内閣委員会で、パチンコパーラーの倒産が07年に入ってからなぜ急増しているかを溝手顕正国家公安委員会委員長に質問し、「5号機を導入するための借り入れ負担が増大しているからではないか」「そもそもなぜ市場にあるパチスロ機について期限を切って5号機への全面入替を求めているのか」等の点を問い質した。さらにパチンコに対する行政のあり方について「許認可、取り締まり行政が同じなのはおかしい」「30兆円産業のパチンコの行政は経済産業省に移管すべき」とした。
所属していた議員連盟
- 障害保健福祉推進議員連盟
- チアリーディング推進議員連盟
- 再チャレンジ支援議員連盟
- みどりを守る議員連盟
- 首都圏地震対策議員連盟
- 患者中心のがん医療を推進する議員連盟の会
- 民主党娯楽産業健全育成研究会（副会長）
- TPPを慎重に考える会
- 民主党新時代娯楽産業健全育成プロジェクトチーム（幹事）

## 人物
2004年の民主党のメールマガジンによると、年金未納問題の際に国民年金が8年10か月間未納だった。

## 著書
- 『-200カイリに生きる　―「日本漁業」大転換の時代―』輿陽館書店、1996年5月20日　ISBN　4877231161
- 『輸入食品に日本は潰される　―農水委員会理事、衝撃のレポート―』青萠堂、2003年10月 ISBN 4921192189
- 『アメリカに潰される!日本の食　―自給率を上げるのはたやすい!―』宝島社、2005年11月16日 ISBN 4796649875
- 『中国に「食」で潰される日本の行く末』青萠堂、2008年4月 ISBN 4921192502
- 『小説 日米食糧戦争　―日本が飢える日―』講談社、2009年2月6日 ISBN 4062151928
- 『「農政」大転換』宝島社、2011年6月10日 ISBN 978-4796683210
- 『実名小説 口蹄疫レクイエム 遠い夜明け』ロングセラーズ、2011年6月27日 ISBN 4845422107
- 『TPP秘密交渉の正体』 竹書房新書、2013年12月
- 『アメリカも批准できないTPP協定の内容は、こうだった！』サイゾー、2016年8月 ISBN 9784866250649
- 『売り渡される食の安全』角川新書、2019年08月10日 ISBN 9784040822983